# Еджъл (остров)

Остров Еджъл (на английски: Edgell Island) е 70-ият по големина остров в Канадския арктичен архипелаг. Площта му е 287 км2, която му отрежда 90-о място сред островите на Канада. Административно принадлежи към канадската територия Нунавут. Необитаем.
Островът се намира в югоизточната част на залива Фробишър, вдаващ се дълбоко на северозапад във вътрешността на остров Бафинова земя, а на 36,7 км на запад се намира п-ов Мета Инкогнита, най-южната част на Бафинова земя, от която го отделя протока Гейбриъл (Gabriel Strait) с о-вите Лоуър Савидж по средата. Тесния, 3,8 км проток Грейвс (Graves Strait) на юг, осеян с множество малки островчета, го отделя от по-големия остров Резолюшън. Далеч на изток, зад протока Дейвис е Гренландия.
Бреговата линия с дължина 148 км е силно разчленена, осеяна със стотици малки заливи, острови и полуострови, които представят идеални условия за котвени стоянки. Островът има удължена форма от северозапад на югоизток с дължина 29 км, а най-голямата му ширина е 12 км.
Релефът на острова е нискохълмист с дълбоко всечени долини, по които текат къси реки, протичащи през стотици езера, езерни разширения и заблатени местности. Максимална височина до 254 м.
Островът е открит на 28 юли 1576 г. от английския мореплавател Мартин Фробишър, по време на третото му плаване за търсене на Северозападния морски проход. Много по-късно, в началото на XIX век островът е кръстен в чест на капитан Р. Н. Еджъл, морски топограф, картирал през 1801 г. част от източното крайбрежие на остров Нюфаундленд.
|  | Тази страница частично или изцяло представлява превод на страницата Edgell Island в Уикипедия на английски. Оригиналният текст, както и този превод, са защитени от Лиценза „Криейтив Комънс – Признание – Споделяне на споделеното“, а за съдържание, създадено преди юни 2009 година – от Лиценза за свободна документация на ГНУ. Прегледайте историята на редакциите на оригиналната страница, както и на преводната страница, за да видите списъка на съавторите. ВАЖНО: Този шаблон се отнася единствено до авторските права върху съдържанието на статията. Добавянето му не отменя изискването да се посочват конкретни източници на твърденията, които да бъдат благонадеждни. |